# Décès en 1029
Décès
- 1025
- 1026
- 1027
- 1028
- 1029
- 1030
- 1031
- 1032
- 1033

Cette page dresse une liste de personnalités mortes au cours de l'année 1029 :
- 27 janvier : Unwan (en), archevêque de Hambourg et de Brême.
- 13 mai : García II de Castille, dernier comte souverain de Castille.

- Abu'l-Qasim Jafar (en), homme d’État iranien.
- Abas Ier de Kars, roi de Kars.
- Alberto Azzo I d'Este, marquis d’Ancône et seigneur de Ferrare.
- Bruno d'Augsbourg, évêque d'Augsbourg.
- Fujiwara no Kinsue, homme d'État, courtisan et politicien japonais.
- Gérard Ier de Juliers, comte dans le pays de Juliers.
- Kushyar Gilani (en), ou Abul-Hasan Kūshyār ibn Labbān ibn Bashahri Gilani , mathematicien, géographe et astronome de province de Gilan (Perse).
- Heonae (en), reine consort du roi Gyeongjong.
- Al-Karaji, mathématicien et ingénieur musulman.
- Ibn al-Kattani (en), enseignant, philosophe, médecin, astrologue, homme de lettres et poète Maures.
- Lu Zongdao (en), ministre chinois.
- Malcolm mac Maelbrigte, Mormaer de Moray[1].
- Mahinda V, roi Anuradhapura (Sri Lanka).
- Majd ad-Dawla Rustam, ou 'Majd o-dowleh Rostam, Abû Talib Majd ad-Dawla Rustam, émir bouyide de Ray.
- Salah ibn Mirdas, émir d'Alep.